# Gastrotheca galeata
Gastrotheca galeata är en groddjursart som beskrevs av Linda Trueb och William Edward Duellman 1978. Gastrotheca galeata ingår i släktet Gastrotheca och familjen Hemiphractidae. IUCN kategoriserar arten globalt som otillräckligt studerad. Inga underarter finns listade i Catalogue of Life.